# Piên
Piên är en kommun i Brasilien.   Den ligger i delstaten Paraná, i den södra delen av landet, 1 200 km söder om huvudstaden Brasília. Antalet invånare är 11 214.
I omgivningarna runt Piên växer i huvudsak städsegrön lövskog. Runt Piên är det ganska glesbefolkat, med 47 invånare per kvadratkilometer.